# II Festival olimpico estivo della gioventù europea
Il II Festival olimpico estivo della gioventù europea, denominato anche Valkenswaard 1993 si è svolto a Valkenswaard, nei Paesi Bassi, dal 3 al 9 luglio 1993.

## Discipline sportive
Durante la seconda edizione del Festival si sono disputati 86 eventi sportivi in 10 discipline.
- Atletica leggera (dettagli)
- Calcio (dettagli)
- Ciclismo (dettagli)
- Ginnastica artistica (dettagli)
- Hockey su prato (dettagli)
- Judo (dettagli)
- Nuoto (dettagli)
- Pallacanestro (dettagli)
- Pallavolo (dettagli)
- Tennis (dettagli)

## Podi

### Nuoto
| Evento            | Evento                      |                           | Tempo   |                           | Tempo    |                    | Tempo   |
| ----------------- | --------------------------- | ------------------------- | ------- | ------------------------- | -------- | ------------------ | ------- |
| Stile libero      | 100 m maschili              | Pieter van den Hoogenband | 52"91   | Eugeny Khimitch           | 54"77    | Jure Melon         | 55"12   |
| Stile libero      | 200 m maschili              | Massimiliano Rosolino     | 1'56"58 | Pieter van den Hoogenband | 1'57"17  | Petro Kovaliov     | 1'57"90 |
| Stile libero      | 4x100 m staffetta maschile  | Paesi Bassi               | 3'41"03 | Italia                    | 3'42"41  | Gran Bretagna      | 3'42"48 |
| Stile libero      | 100 m femminili             | Yelena Nazemnova          | 1'00"53 | ?                         | 1'00"71  | Emma Parker        | 1'00"78 |
| Stile libero      | 200 m femminili             | Thea Evanson              | 2'11"35 | Trine Roesdahl            | 2'11"61  | Olga Kropotina     | 2'12"36 |
| Stile libero      | 4x100 m staffetta femminile | Gran Bretagna             | 4'08"97 | Danimarca                 | 4'10"94  | Svezia             | 4'11"97 |
| Dorso             | 100 m maschili              | Hugh O'Connor             | 1'01"32 | Tim Riley                 | 1'01"95  | Piotr Florczyk     | 1'02"00 |
| Dorso             | 200 m maschili              | Piotr Florczyk            | 2'11"02 | Denis Elizarov            | 2'12"07  | Hugh O'Connor      | 2'14"02 |
| Dorso             | 100 m femminili             | ?                         | 1'07"97 | Samantha Chaperon         | 1'08"74' | Anna Simoni        | 1'09"07 |
| Dorso             | 200 m femminili             | Ilaria Colaiacomo         | 2'21"62 | Vanessa Rojo              | 2'25"24  | Annamaria Gazda    | 2'26"27 |
| Rana              | 100 m maschili              | Dmitry Petroushin         | 1'06"06 | Ian Edmond                | 1'06"95  | Massimo Parati     | 1'07"88 |
| Rana              | 200 m maschili              | Maxim Souvorov            | 2'26"27 | Pavio Kononov             | 2'26"57  | Gergely Ivanovics  | 2'27"35 |
| Rana              | 100 m femminili             | Olga Landik               | 1'15"73 | Linda Hindmarsh           | 1'08"74' | Federica Biscia    | 1'15"77 |
| Rana              | 200 m femminili             | Linda Hindmarsh           | 2'42"03 | Natascia Manzotti         | 2'42"57  | Miroslava Simonova | 2'43"03 |
| Delfino           | 100 m maschili              | Miklos Kollar             | 58"85   | Aitor Burgoa              | 59"12    | Ivan Sorokin       | 59"32   |
| Delfino           | 200 m maschili              | Aitor Burgoa              | 2'07"83 | Borut Poje                | 2'10"44  | Denis Kaprolov     | 2'12"39 |
| Delfino           | 100 m femminili             | Tinka Dancevic            | 1'06"38 | ?                         | 1'07"08  | Petra Jindrichova  | 1'07"30 |
| Delfino           | 200 m femminili             | Tinka Dancevic            | 2'21"20 | Yelena Nazemnova          | 2'25"21  | ?                  | 2'26"29 |
| Misto individuale | 200 m maschili              | Sebastien Joncourt        | 2'13"03 | Paul Kennerley            | 2'15"43  | Sergio Azner       | 2'16"53 |
| Misto individuale | 4x100 m staffetta maschile  | Italia                    | 4'01"64 | Russia                    | 4'02"11  | Spagna             | 4'05"21 |
| Misto individuale | 200 m femminili             | Francesca Bissoli         | 2'27"98 | Laura Roca                | 2'29"63  | Lina Brantemark    | 2'29"74 |
| Misto individuale | 4x100 m staffetta femminile | Russia                    | 4'31"75 | Italia                    | 4'33"72  | Gran Bretagna      | 4'34"70 |

### Pallacanestro
| Evento          |        |        |        |
| --------------- | ------ | ------ | ------ |
| Torneo maschile | Spagna | Italia | Grecia |

## Medagliere
Di seguito il medagliere del Festival olimpico:
  Paese ospitante
| Pos.   | Paese         | Oro | Argento | Bronzo | Totale |
| ------ | ------------- | --- | ------- | ------ | ------ |
| 1      | Russia        | 9   | 10      | 6      | 25     |
| 2      | Spagna        | 9   | 6       | 5      | 20     |
| 3      | Italia        | 8   | 6       | 8      | 22     |
| 4      | Paesi Bassi   | 6   | 6       | 5      | 17     |
| 5      | Romania       | 6   | 4       | 7      | 17     |
| 6      | Gran Bretagna | 5   | 7       | 9      | 21     |
| 7      | Ucraina       | 5   | 5       | 7      | 17     |
| 8      | Francia       | 5   | 2       | 4      | 11     |
| 9      | Ungheria      | 4   | 3       | 3      | 10     |
| 10     | Germania      | 4   | 3       | 2      | 9      |
| 11     | Belgio        | 4   | 1       | 3      | 8      |
| 12     | Polonia       | 3   | 2       | 3      | 8      |
| 13     | Rep. Ceca     | 2   | 2       | 3      | 7      |
| 14     | Croazia       | 2   | 1       | 1      | 4      |
| 15     | Bulgaria      | 1   | 2       | 3      | 6      |
| 16     | Grecia        | 1   | 2       | 2      | 5      |
| 17     | Azerbaigian   | 1   | 2       | 1      | 4      |
| 18     | Svezia        | 1   | 1       | 3      | 5      |
| 19     | Irlanda       | 1   | 1       | 1      | 3      |
| 20     | Slovacchia    | 1   | 1       | 0      | 2      |
| 21     | Cipro         | 1   | 0       | 0      | 1      |
| 21     | Estonia       | 1   | 0       | 0      | 1      |
| 23     | Bielorussia   | 0   | 2       | 3      | 5      |
| 23     | Slovenia      | 0   | 2       | 3      | 5      |
| 25     | Portogallo    | 0   | 2       | 1      | 3      |
| 26     | Danimarca     | 0   | 2       | 0      | 2      |
| 27     | Svizzera      | 0   | 1       | 2      | 3      |
| 28     | Austria       | 0   | 1       | 1      | 2      |
| 28     | Georgia       | 0   | 1       | 1      | 2      |
| 30     | Moldavia      | 0   | 0       | 1      | 1      |
| Totale | Totale        | 80  | 78      | 88     | 246    |